# ヴィッラ・ダッダ
ヴィッラ・ダッダ（伊: Villa d'Adda  ( 音声ファイル)）は、イタリア共和国ロンバルディア州ベルガモ県にある、人口約4,500人の基礎自治体（コムーネ）。

## 地理

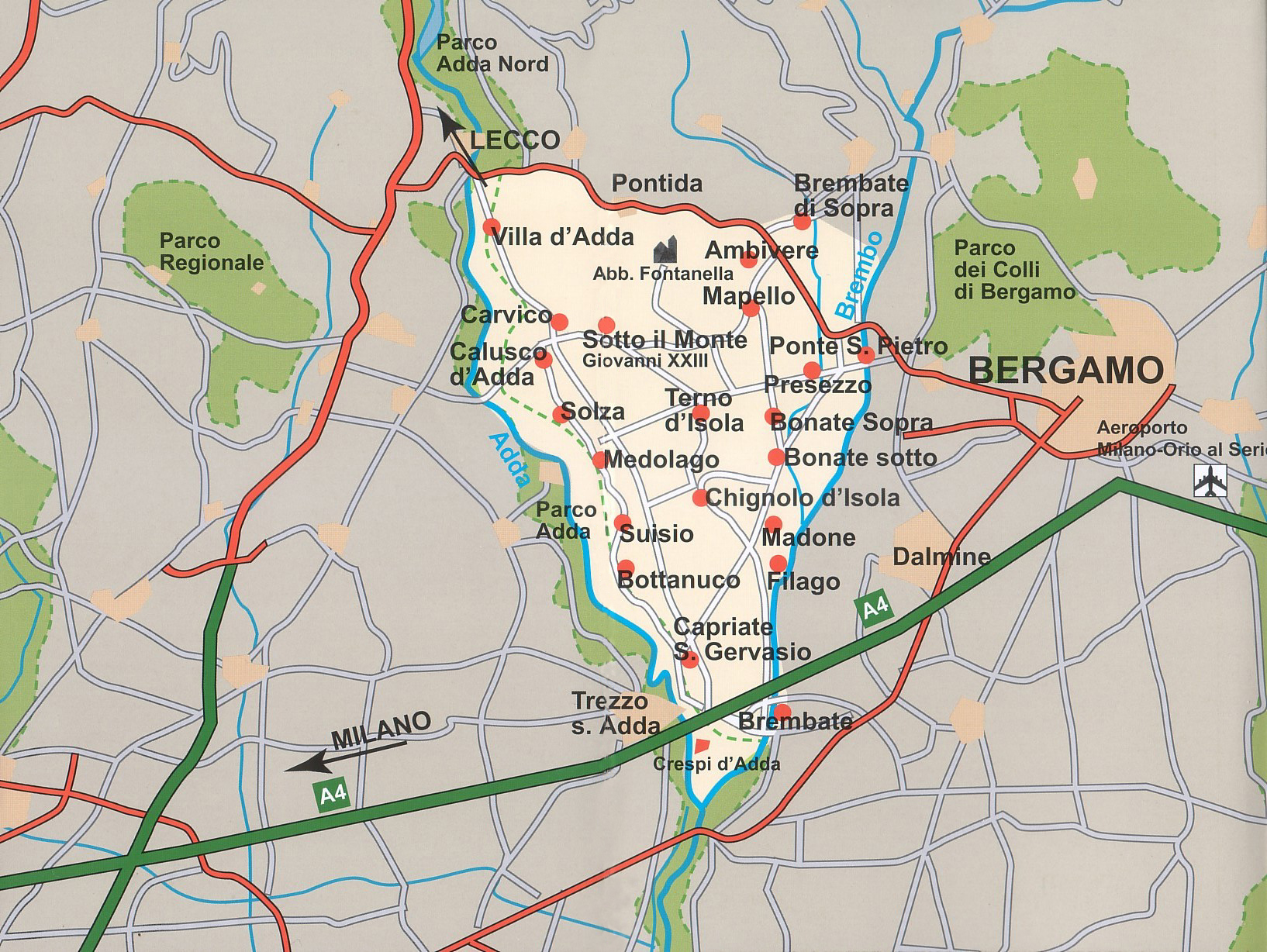
イーゾラ・ベルガマスカ

### 位置・広がり
ベルガモ県西部、イーゾラ・ベルガマスカ地方のコムーネ。県都ベルガモから西へ17km、州都ミラノから北東へ35kmの距離にある。
| 隣接するコムーネは以下の通り。括弧内のLCはレッコ県所属を示す。 - ブリーヴィオ (LC) - カルコ (LC) - カルスコ・ダッダ - カルヴィコ - インベルサーゴ (LC) - ポンティーダ - ロッビアーテ (LC) - 河川：アッダ川 |

### 地震分類
イタリアの地震リスク階級 (it) では、3 に分類される
。